# Uummannaq
Uummannaq is een plaats en voormalige gemeente in Groenland. De voormalige gemeente heeft ongeveer 2500 inwoners, waarvan ruim de helft in de plaats Uummannaq woont. De plaats is bekend om twee dingen: de hartvormige berg waartegen het aan ligt en de internationale ijsgolfwedstrijden. Op tien kilometer afstand is een vliegveld, bij het gehucht Qaarsut.
Op 1 januari 2009 is de gemeente opgeheven en opgegaan in de gemeente Qaasuitsup en sinds 1 januari 2018 maakt de plaats deel uit van de gemeente Avannaata.

## Trivia
In Denemarken wordt geloofd dat de Kerstman hier zou wonen.
Voormalige landsdelen: Kitaa  · Tunu  · Avannaa

Voormalige gemeenten: Aasiaat  · Ammassalik · Ilulissat · Ittoqqortoormiit  · Ivittuut · Kangaatsiaq  · Maniitsoq · Nanortalik · Narsaq · Nuuk · Paamiut · Qaanaaq · Qaasuitsup · Qaqortoq · Qasigiannguit · Qeqertarsuaq · Sisimiut · Upernavik · Uummannaq